# Pematang Seterak
Pematang Seterak is een bestuurslaag in het regentschap Serdang Bedagai van de provincie Noord-Sumatra, Indonesië. Pematang Seterak telt 3963 inwoners (volkstelling 2010).